# Bouclier fiscal
Pour les articles homonymes, voir Bouclier.

Le bouclier fiscal tire son nom du bouclier (arme défensive).

Le bouclier fiscal est une disposition fiscale qui plafonne l'imposition globale du contribuable. Pour ses défenseurs, la mesure vise à jouer le rôle de « garde-fou » d'un système fiscal dans lequel la juxtaposition de différents impôts peut, dans certains cas particuliers, entraîner des prélèvements obligatoires absorbant une proportion jugée excessive des revenus. Pour ses détracteurs, le bouclier fiscal est une mesure coûteuse pour les finances publiques, dont le défaut est qu'il ne profite qu'aux plus riches.

## En Europe
Plusieurs pays d'Europe ont adopté des mesures de réduction des tranches marginales d'imposition dans une logique influencée par l'économie de l'offre de Robert Mundell et d'Arthur Laffer. La courbe de Laffer développe l'idée que « trop d'impôt tue l'impôt » en soutenant qu'au-delà d'un certain seuil d'imposition, le revenu de l'impôt pour l'État décroît.
En Europe, quelques pays ont mis en place un mécanisme spécifique de « bouclier fiscal » :
- France : 75 % (loi de finances pour 2013) ;
- Danemark : 59 %[1] ;
- Finlande : 60 %, supprimé en 2005 en même temps que l'Impôt sur la fortune[2];
- Suisse : dans les cantons de Genève (60 %) et de Vaud[3];
- Allemagne, il n'existe pas de bouclier fiscal[4].

## France

### Origines
Une première ébauche d'un bouclier fiscal a été votée en 1988 sous le gouvernement socialiste de Michel Rocard sous la forme de la règle du plafonnement de l'impôt de solidarité sur la fortune, qui limitait à 70 % des revenus le poids combiné de cet impôt et de l'impôt sur le revenu. La jurisprudence a par la suite ajouté les prélèvements sociaux (CSG et CRDS) aux impôts pris en compte dans le calcul.
Ce mécanisme fut modifié dans la loi des finances pour 1991 avec une hausse du plafond à 85 %, puis limité en 1995, sous le gouvernement d'Alain Juppé, par l'adoption de la règle du « déplafonnement du plafonnement ».
Cette dernière réforme a permis à l'ISF de dépasser 100 % des revenus d'un contribuable, et a suscité dans les années 2000 un certain nombre de contentieux contre l'État, au motif qu'une telle imposition serait contraire au droit à la propriété privée garanti par la constitution. Bien qu'aucun tribunal n'ait retenu le caractère « confiscatoire » de l'ISF, certaines décisions (notamment celle de la cour de cassation dans l'arrêt Binet) ont montré une évolution dans le sens d'une limite à l'imposition, dans la mesure où celle-ci contraint le contribuable à se séparer de son patrimoine pour pouvoir payer l'impôt.

### Historique
Le bouclier fiscal est une mesure instituée en France par la loi de finances pour 2006 (gouvernement Villepin) qui pose comme principe qu'un contribuable ne peut avoir à acquitter plus de 60 % de ses revenus en impôts directs. L'article 1 du code général des impôts indiquait donc : « Les impôts directs payés par un contribuable ne peuvent être supérieurs à 60 % de ses revenus ». Ce pourcentage concerne l'impôt sur le revenu, l'impôt de solidarité sur la fortune (ISF), les taxes foncières et la taxe d'habitation sur la résidence principale mais n'incluait pas les cotisations sociales, ce qui mettait le seuil effectif du bouclier fiscal à 71 %. Bien que le nom « bouclier fiscal » ait remplacé celui de « plafonnement », le mécanisme est quasi-identique à celui de 1988.
En place à partir du 1er janvier 2007, le système fonctionne alors par reversement de l'administration fiscale : celle-ci rembourse l'excédent aux contribuables si les impôts payés dépassent le seuil fixé par le bouclier. Il concerne les impôts payés en 2006 et nécessite le remplissage d'un formulaire. Il ne rencontre qu'un succès très mitigé, les foyers ayant du patrimoine mais peu de revenus en ayant très peu profité. 
Nicolas Sarkozy avait annoncé lors de la campagne présidentielle de 2007 qu'il voulait « un bouclier fiscal à 50 % y compris la CSG et la CRDS ». La loi TEPA du 1er août 2007 a ainsi abaissé le seuil à 50 % du revenu déclaré et intègre, malgré l'opposition du Nouveau Centre, les contributions sociales au titre des impôts servant de référence au calcul du bouclier.
Dans un souci d'équité fiscale il fut un temps envisagé d'instaurer un impôt minimum, miroir au bouclier fiscal mais qui éviterait que certains contribuables fortunés abusent des niches fiscales pour éluder totalement l'impôt. Ce projet, jugé trop complexe, a été abandonné, en faveur d'un plafonnement des niches fiscales.
En 2008 (applicable à partir de 2009), le mode de fonctionnement a été étendu pour permettre aux contribuables qui le souhaitent de déduire directement de leurs impôts les remboursements dus au titre du bouclier fiscal, plutôt que de réclamer un remboursement de l'administration.
En 2010, la Commission européenne entame une procédure d'infraction européenne envers la France car elle juge le bouclier fiscal contraire à la libre circulation des personnes et travailleurs. Elle demande qu'il puisse profiter aux contribuables domiciliés hors de France. Le gouvernement se dit contre, car cela reviendrait à rembourser aux contribuables une partie de l'impôt qu'ils ont payé hors de France. 
Mettant fin à la polémique qui a entouré le bouclier fiscal depuis sa création, le gouvernement Fillon supprime le bouclier fiscal[Ce passage est incohérent] par l'article 30 de la première loi de finance rectificative du 28 juillet 2011, en même temps qu'il fait modifier le barème de l'impôt sur la fortune. Cette disposition a été validée par le Conseil Constitutionnel dans sa décision du 28 juillet 2011.

#### Mise en œuvre
Le mécanisme du bouclier fiscal est fondé sur une demande de restitution par le contribuable à l'administration fiscale du trop-perçu. L'ensemble des éléments fournis sont donc susceptibles d'être contrôlés. Les différents impôts doivent être normalement déclarés sur la base des revenus de l'année n-1 et acquittés l'année n ; ce n'est que l'année suivante, n+1, qu'une demande peut être faite (par envoi d'un formulaire) pour obtenir le remboursement des sommes versées en trop. On prendra par exemple les revenus de l'année 2007 et les impôts payés en 2008 (y compris l'impôt sur le revenu de 2007 donc), la demande de remboursement se faisant en 2009.
Ce mécanisme obligeant le contribuable à avancer des sommes qui lui seront remboursées ensuite a été modifié. Ainsi, à partir de l'année 2009 (impôts 2009 et revenus 2008), le contribuable a l'option d'auto-liquider le bouclier fiscal en imputant lui-même sur son impôt les sommes qui le feraient passer au-delà du seuil global de 50 % d'imposition (réalisable sur l'Impôt de solidarité sur la fortune, les taxes d'habitation et foncière ainsi que la CSG).
Cette procédure d'auto-liquidation comporte toutefois certains risques : la demande de remboursement est en fait une procédure contentieuse, que l'administration instruit et règle selon ce qu'elle pense réellement devoir. L'auto-liquidation en revanche, dans le cas où le calcul du contribuable serait contesté, peut donner lieu au paiement de pénalités de la part du contribuable. 

#### Assiette
Dans la version mise en place par le gouvernement Fillon, les impôts concernés par le bouclier fiscal sont l'impôt sur le revenu effectivement payé, l'impôt de solidarité sur la fortune, la taxe d'habitation et la taxe foncière de la résidence principale, les contributions sociales CSG, CRDS. La redevance audiovisuelle, la taxe d'enlèvement des ordures ménagères et la taxe sur les logements vacants ne sont pas prises en compte. La CSG et la CRDS, qui sont des retenues sur salaire prélevées par l'URSSAF, sont considérées tantôt comme des impôts, tantôt comme des cotisations sociales. Leur intégration dans le calcul complique la comparaison avec la version précédente du bouclier fiscal : le pourcentage des revenus impactés passe de 60 % à 39 % si CGS et CRDS ne sont pas inclus, et passe de 71 % à 50 % s'ils le sont.
La base de calcul diffère légèrement du « revenu fiscal de référence » mais aussi du revenu utilisé pour le mécanisme du plafonnement de l'ISF. Doivent être pris en compte : salaires, plus-values (y compris celles exonérées), revenus fonciers, intérêts de plans d'épargne populaires ainsi que ceux produits par des contrats d'assurance-vie en euros (monosupport, même sans effectuer de retrait). À partir de 2010, les revenus de dividendes doivent également être comptabilisés à leur montant réel (hors abattements).
Certains revenus ne sont toutefois pas intégrés dans le calcul:
- certaines plus-values immobilières exonérées (résidence principale, biens de moins de 15 000 €, cession à un organisme HLM, etc.)
- les prestations sociales
- les gains (mais pas les retraits) sur les PEA et contrats d'assurance-vie multisupports, à condition que l'épargne ne soit pas investie à plus de 80 % sur un fonds sécurisé en euros[17].

Comme l'explique le journal Libération, « le revenu fiscal de référence pris en compte dans le calcul du bouclier n’est pas le revenu réel. En jouant sur les niches, il est possible de minorer largement son revenu de référence, et d’abaisser le seuil de déclenchement du bouclier. Résultat : la plupart des gros bénéficiaires du bouclier, après passage par les niches, payent en réalité bien moins de 50 % de leur revenu réel. » Ainsi, selon Jean-François Kahn, la milliardaire Liliane Bettencourt « même sur les sommes déclarées, paye, en fait, moins de 10 % d'impôts. », et bénéficie tout de même du bouclier fiscal.
Selon Thomas Piketty, « le concept de revenu fiscal utilisé par le bouclier n'a rien à voir avec le revenu économique réel ». Selon les sociologues Michel Pinçon et Monique Pinçon-Charlot : « les revenus réels étant beaucoup plus élevés que ceux déclarés au fisc, le niveau d'imposition n'est que de 40 %, 30 %, 20 %, voire moindre, ou même nul ».

### Bénéficiaires
La tranche marginale de l'impôt sur le revenu ne dépassant pas 41 %, le bouclier fiscal concerne essentiellement des contribuables fortement imposés sur leur patrimoine. Ainsi les bénéficiaires se partagent en deux groupes distincts :
- Les ménages riches ayant un patrimoine très important, imposés à l'ISF. Ce sont les principaux bénéficiaires en termes de montants restitués : en 2008, 755 foyers possédant les patrimoines les plus importants (d’une valeur de plus de 15,5 millions d’euros) et les revenus les plus élevés (supérieurs à 42 500 euros par an) touchent 66 % des sommes remboursées[22], soit une moyenne de 368 281 euros remboursés pour un coût budgétaire de 288,6 millions d'euros. Ils représentent 5,4 % des bénéficiaires et environ les deux tiers du coût du bouclier fiscal. En 2009, plus de 99 % des sommes vont à des contribuables assujettis à l'Impôt de solidarité sur la fortune, et plus de 90 % des sommes sont versées à des foyers disposant d'un patrimoine supérieur à 7,36 millions d'euros[23]. La troisième fortune de France Liliane Bettencourt a par exemple récupéré 30 millions d'euros au titre du bouclier fiscal en 2008[24], soit plus de 5 % du coût budgétaire total à elle seule.
- Les ménages plus modestes (parfois RMIstes[25]) mais propriétaires, fortement imposés par la taxe foncière et dans une moindre mesure la taxe d'habitation : 8 338 foyers, soit 60 % des bénéficiaires, ne sont pas imposables à l'ISF et se sont vu restituer au total 4,8 millions d'euros, soit moins de 1 % du coût budgétaire.

Le bénéfice du bouclier fiscal a été étendu par la loi de modernisation de l'économie (LME) votée en première lecture à l'assemblée nationale le 12 juin 2008 aux étrangers vivant en France depuis plus de trois ans, et ne bénéficiant plus du statut dérogatoire renforcé d'« impatriés » (c'est-à-dire de « non-résidents »),. Cette disposition visait à faire le pendant d'autres pays comme la Grande-Bretagne qui dispose également d'un régime très favorable accordé aux non-résidents, mais en voie de fiscalisation comme le révèle le Finance Act de mars 2008. Il s'agit d'attirer les cadres supérieurs étrangers et certains contribuables étrangers fortunés.

#### Chiffres
Pour 2009, les 9 789 contribuables les moins aisés ont obtenu une restitution de 559 euros en moyenne chacun. Les 1 169 plus fortunés se sont partagé 423,32 millions d'euros (62 % de l'enveloppe totale) en empochant un chèque du Trésor moyen de 362 126 euros chacun.
| Année fiscale | Année de remboursement | Remboursements | Bénéficiaires | Remb. moyen |
| ------------- | ---------------------- | -------------- | ------------- | ----------- |
| 2006          | 2007                   | 246 M€         | 15 066        | 16 328 €    |
| 2007          | 2008                   | 578 M€         | 18 893        | 30 593 €    |
| 2008          | 2009                   | 585 M€         | 16 350        | 35 780 €    |
| 2009          | 2010                   | 679 M€         | 18 764        | 36 186 €    |
| 2010          | 2011                   | 735 M€         | 13 000        | 56 400 €    |

### Impact sur l'évasion fiscale
Alors que le nombre d'expatriations fiscales de redevables de l'ISF n'avait cessé d'augmenter depuis 2003, l'année 2007 a pour la première fois vu une diminution du nombre de départs (-15 %) et une hausse des retours (+9 %). Bien qu'il soit difficile d'établir avec certitude un lien de causalité, ce changement coïncide avec la mise en place du bouclier fiscal et validerait son utilité dans la lutte contre les départs de riches contribuables. Mais en 2008 l'exil fiscal s'est de nouveau accru de 14 %.
La rentabilité économique de ces retours comparée au coût du bouclier fiscal (578 millions d'euros en 2008) en matière de recettes fiscales est aussi l'objet de débats (voir Expatriation fiscale).
Certains bénéficiaires du bouclier fiscal peuvent simultanément pratiquer la fraude fiscale, et n'ont donc pas à choisir entre le bénéfice financier de ces deux options puisqu'ils peuvent les cumuler, ce qui limite l'impact du bouclier fiscal sur l'évasion fiscale.

### Réactions en France

#### Défense
Les défenseurs du dispositif y voient une lutte contre l'exil fiscal (dont l'ampleur fait elle-même débat). Jacques Marseille compare ainsi le coût de la mesure, 263 millions d'euros, au montant des capitaux des ménages qui se sont délocalisés depuis 1997 pour fuir l’ISF, évalués selon lui entre 24 et 32 milliards d'euros.
Ce dispositif est également perçu comme une mesure d'équité car jusqu'à présent des contribuables déclarant pas ou peu de revenus pouvaient être amenés à acquitter des impôts supérieurs à leur montant en raison de l'impôt sur le patrimoine (ISF) et des impôts locaux. Ainsi en 2007, sans l'existence du bouclier fiscal, certains contribuables auraient dû acquitter jusqu'à 130 % de leurs revenus en impôts selon un rapport de la commission des finances de l'Assemblée nationale.
Dans une logique d'économie de l'offre, ces mesures peuvent permettre un regain de croissance et une augmentation des ressources fiscales de l'État. Florin Aftalion cite l'exemple des baisses d'impôts sur les tranches supérieures aux États-Unis qui, en 2004 et 2005, ont permis une augmentation des recettes fiscales de 8 % et 9 % ainsi qu'une croissance de 3,9 % par an. L'Institut économique Molinari a, lui, salué des « dispositions fiscales [qui] représentent en réalité des incitations pour nous tous, et pas simplement pour les exilés fiscaux ».
Saisi sur la possible inconstitutionnalité du dispositif, le Conseil Constitutionnel a jugé que le dispositif, « loin de méconnaître l'égalité devant l'impôt, tendait à éviter une rupture caractérisée de l’égalité devant les charges publiques ».

#### Critique
Les critiques du bouclier fiscal sont de deux ordres : il serait trop généreux ou trop complexe pour fonctionner et avoir des effets. Ainsi, ce dispositif de « bouclier fiscal » est sévèrement critiqué par la gauche qui perçoit ce manque à gagner pour les finances publiques et donc pour la collectivité comme un « cadeau » injustifié fait aux contribuables français les plus riches. Ainsi Dominique Strauss-Kahn déclare que cette loi est « injuste pour les contribuables », et dénonce les diminutions d'impôts de la classe sociale la plus riche, le MRC considère que le bouclier fiscal protège « les plus riches » tout comme le PCF. Le Syndicat national unifié des impôts (SNUI) estime de son côté que « le bouclier fiscal favorise les redevables de l’ISF les plus favorisés déjà plafonnés ou proches du plafond ».
Pour L'Humanité, qui s'appuie sur les chiffres fournis par le rapport 2009 réalisé par le rapporteur général du Budget à l’Assemblée, le député UMP Gilles Carrez, consacré à « l’application de la loi fiscale », ce rapport « confirme en tout cas, si besoin était, que, contrairement au discours de Nicolas Sarkozy prétendant qu’il s’agissait de protéger les revenus du travail (ne pas laisser au fisc plus de 50 % des fruits de son travail…), le bouclier protège la fortune, à commencer par la plus grande ». Le journal prend l'exemple de ces « vingt contribuables [...] détenteurs d’un patrimoine supérieur à 15 581 000 euros, mais affichant un revenu fiscal de référence de… moins de 3 263 euros [qui] ont reçu du fisc un chèque d’un montant moyen de 286 000 euros ».
Pour l'économiste Thomas Piketty, cette mesure ne va pas du tout dans le bon sens alors qu'il faudrait selon lui « revenir à des taux marginaux d'imposition quasi confiscatoires pour les très, très hauts revenus ». Il écrit que « le bouclier fiscal institué par le pouvoir en place fonctionne de facto comme une machine à subventionner les rentiers. »
Pour le sénateur et président de la commission des finances du Sénat Jean Arthuis, « le bouclier fiscal, outre ses incohérences, devient un amplificateur de défiscalisations et autres opérations d’optimisation fiscale » alors qu'il suffirait simplement, pour corriger les « excès de l’ISF » d'abroger cet impôt et de créer « une cinquième tranche d’Impôt sur le Revenu (entre 45 et 48 %) sur les revenus les plus élevés ». Jérôme Cahuzac, président de la commission des finances de l'Assemblée nationale, a déclaré que « le bouclier fiscal ne protège pas le travail mais la rente ».
En octobre 2009, un rapport présenté par Jean-Luc Warsmann, président de la commission des lois de l'Assemblée, préconise de « retirer la contribution au remboursement de la dette sociale (CRDS) des impositions prises en compte dans le bouclier fiscal ».
À l'inverse, d'autres critiquent non le principe du bouclier mais son fonctionnement complexe ; ainsi, la demande de remboursement, voire la non-demande de remboursement, est perçue comme pouvant favoriser des contrôles fiscaux. Pour Denis Payre, parlant des entrepreneurs ayant fait fortune, « ils craignent les représailles sous forme de contrôle fiscal s'ils ouvrent leurs livres de comptes à une administration qui n’aime pas les gens qui ont réussi financièrement ». De plus le dispositif est complexe, avec des exceptions techniques, et les contribuables sont mal informés. « De tous mes clients, pas un seul ne m’a encore appelé pour me demander d’organiser un éventuel retour », déclare ainsi Jean-Marc Tirard, du cabinet d’avocats Tirard Naudin. Quelques exilés fiscaux ont cependant annoncé leur intention de rentrer en France comme Johnny Hallyday ou Michaël Llodra. L'instabilité juridique est considérée comme rédhibitoire : le bouclier fiscal n'étant pas inscrit dans la constitution, il est susceptible d'être révoqué, d'autant plus que les principaux partis de gauche ont fait de sa suppression une question de principe.
La journaliste économique Martine Orange souligne quant à elle que l'existence et le maintien du bouclier fiscal exclut « les plus hauts revenus de tout prélèvement supplémentaire, de tous les efforts [fiscaux] collectifs demandés par ailleurs ».

#### Polémique sur le montant des remboursements et leurs bénéficiaires
Les sommes remboursées en 2008 par l'administration au titre du bouclier fiscal s'élèvent à 458 millions d'euros. Cette information, connue en mars 2009, déclenche des critiques politiques contre l'opportunité du bouclier fiscal ou du placement de son seuil à 50 %, en particulier en temps de crise économique. Outre la gauche, les critiques émanent de Dominique de Villepin, Pierre Méhaignerie ou encore François Bayrou. Le bouclier fiscal, dont le mécanisme actuel a été institué conformément aux souhaits du président de la République Nicolas Sarkozy, a été défendu expressément par celui-ci. La majorité semble également hostile à une remise en cause.
L'Expansion, qui s'appuie également sur le rapport 2009 réalisé par le rapporteur général du Budget à l’Assemblée, le député UMP Gilles Carrez, consacré à « l’application de la loi fiscale », relève que « les 100 foyers qui ont reçu le plus d'argent de la part du fisc ont capté plus du tiers du total des restitutions, avec un chèque de 1,15 million d'euros en moyenne. Mieux, les 1000 bénéficiaires les plus importants ont reçu à eux seuls 337,2 millions d'euros. Ce qui revient à dire que 5 % du total des foyers fiscaux qui ont fait jouer le bouclier ont reçu à eux seuls 74 % des sommes reversées par le fisc ».
La Tribune souligne de son côté que « les contribuables assujettis à l’Impôt Sur la Fortune concentrent 99 % du coût » du dispositif.
Le Monde signale que « 14 personnes disposant d'un patrimoine de plus de 16 millions d'euros ont un revenu fiscal de référence de moins de 3 428 euros et se sont vu rembourser 162 109 euros en moyenne. De qui s'agit-il ? De rentiers et/ou de contribuables recourant massivement aux niches fiscales pour faire baisser le montant de leurs revenus pris en compte dans le bouclier. »
Dans le parti de la majorité UMP, treize députés demandent l'abrogation pure et simple du Bouclier fiscal malgré l'opposition de Nicolas Sarkozy.
Liliane Bettencourt a récupéré 30 millions d'euros en mars 2008 au titre du bouclier fiscal pour l'année fiscale 2007.

## Suisse
En Suisse, le Canton de Vaud  a introduit un bouclier fiscal en 2009 et le Canton de Genève en 2011.

## Sens différent en Allemagne et aux États-Unis
En anglais et en allemand, on appelle bouclier fiscal (tax shield ou Steuerschild) un moyen employé par un redevable pour réduire son imposition ; il s'agit d'un terme de finance ou de comptabilité plus que de droit fiscal. Par exemple, souscrire un emprunt est un bouclier fiscal, car on peut déduire les intérêts de la dette. Parce qu'un bouclier fiscal permet de protéger le flux de trésorerie, il s'agit d'un aspect important de la valorisation des entreprises.

### Allemagne
En Allemagne, il n'existe pas de bouclier fiscal : la cour constitutionnelle de Karlsruhe a rendu en 1995 une décision supprimant l'impôt sur la fortune en raison d'un avantage fiscal accordé aux détenteurs de biens immobiliers ; excédant l'objet du litige, elle a par ailleurs affirmé que le taux d'imposition maximal devait être à hauteur de la moitié des revenus. Ce principe a été nommé   « principe de la division par moitié » (Halbteilungsgrundsatz). L'administration fiscale allemande ayant déclaré qu'elle n'appliquerait pas ce principe, un nouveau contentieux a été engagé. Dans une décision rendue le 18 janvier 2006, la cour constitutionnelle rejette l'idée selon laquelle il existerait un taux maximal d'imposition de 50 %, précisant que ce taux peut être dépassé dans le cas de l'impôt sur le revenu, se bornant à indiquer que son niveau ne doit pas être « excessif ».

### États-Unis
Aux États-Unis, afin d'éviter que l'impôt ne soit abusivement éludé, par l'utilisation extensive, ou abusive, de déductions et autres niches fiscales, les contribuables dont l'impôt payé est, de façon disproportionnée, faible par rapport à leur revenu peuvent alors être soumis à un autre système de calcul dit Alternative Minimum Tax (AMT), consistant en un taux unique et ne prenant pas en compte la plupart des déductions et crédits d'impôts auxquels ont droit les autres contribuables. Au cours des dernières années cependant, ce système d'impôt minimal a touché de plus en plus de ménages des classes moyennes, en particulier à cause de l'augmentation des prix de l'immobilier : en effet, les plus-values à la revente d'une résidence principale, largement exemptées d'imposition dans le système normal, sont prises en compte comme revenus par l'AMT. Un débat sur l'aménagement du système pour les impôts fédéraux est par conséquent en cours[Quand ?] à Washington[réf. souhaitée].